# Nidec
 (јап. ニデック株式会社, транскр.  Нидек) је јапански произвођач и дистрибутер електромотора. Њихови производи се налазе у хард-дисковима, електричним уређајима, аутомобилима, као и комерцијалној и производној опреми. Има највећи глобални тржишни удео за мале вретенасте моторе који покрећу хард-дискове.